# Bullidor
|  | Per a altres significats, vegeu «bullidora elèctrica». |

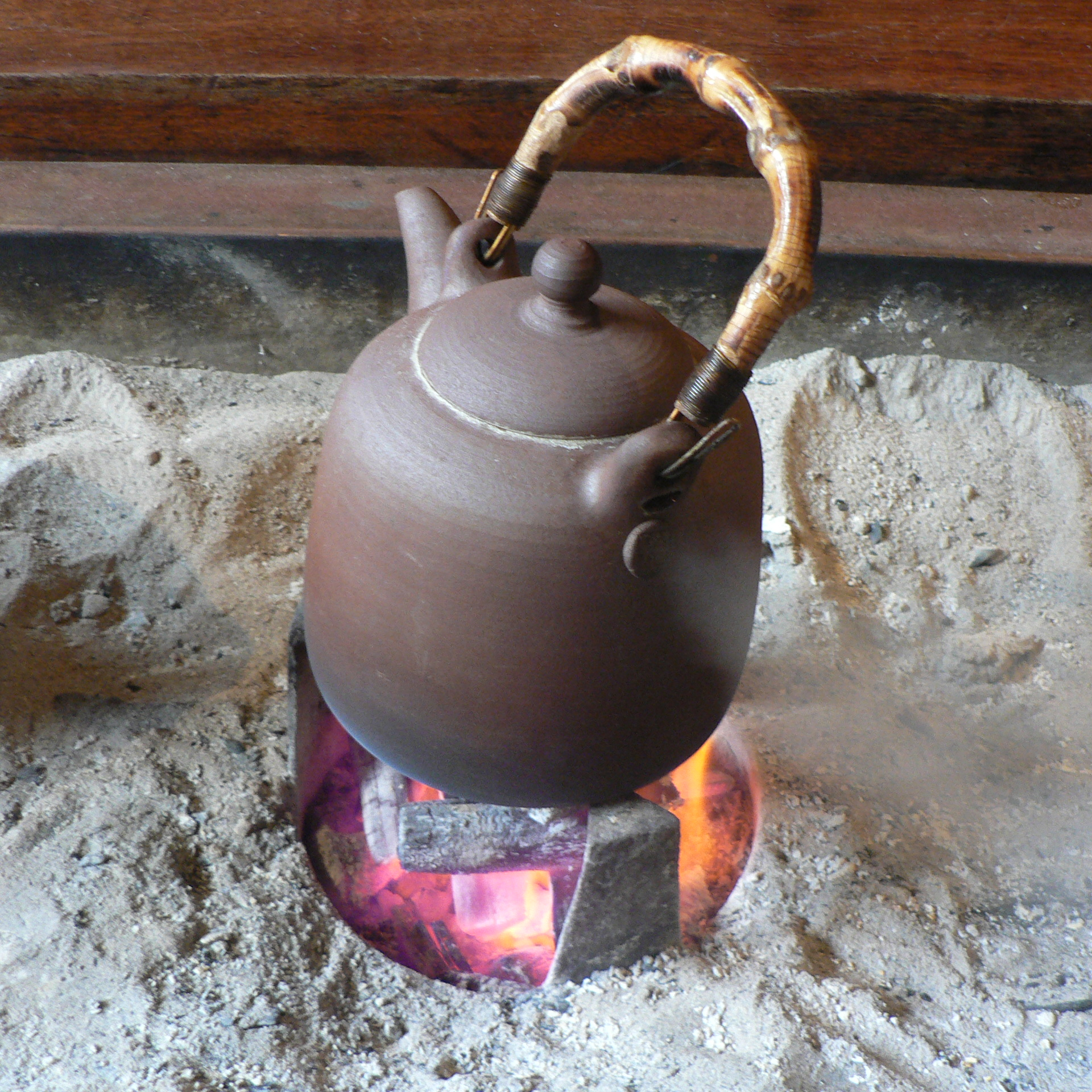
Model de bullidor amb bec curt.

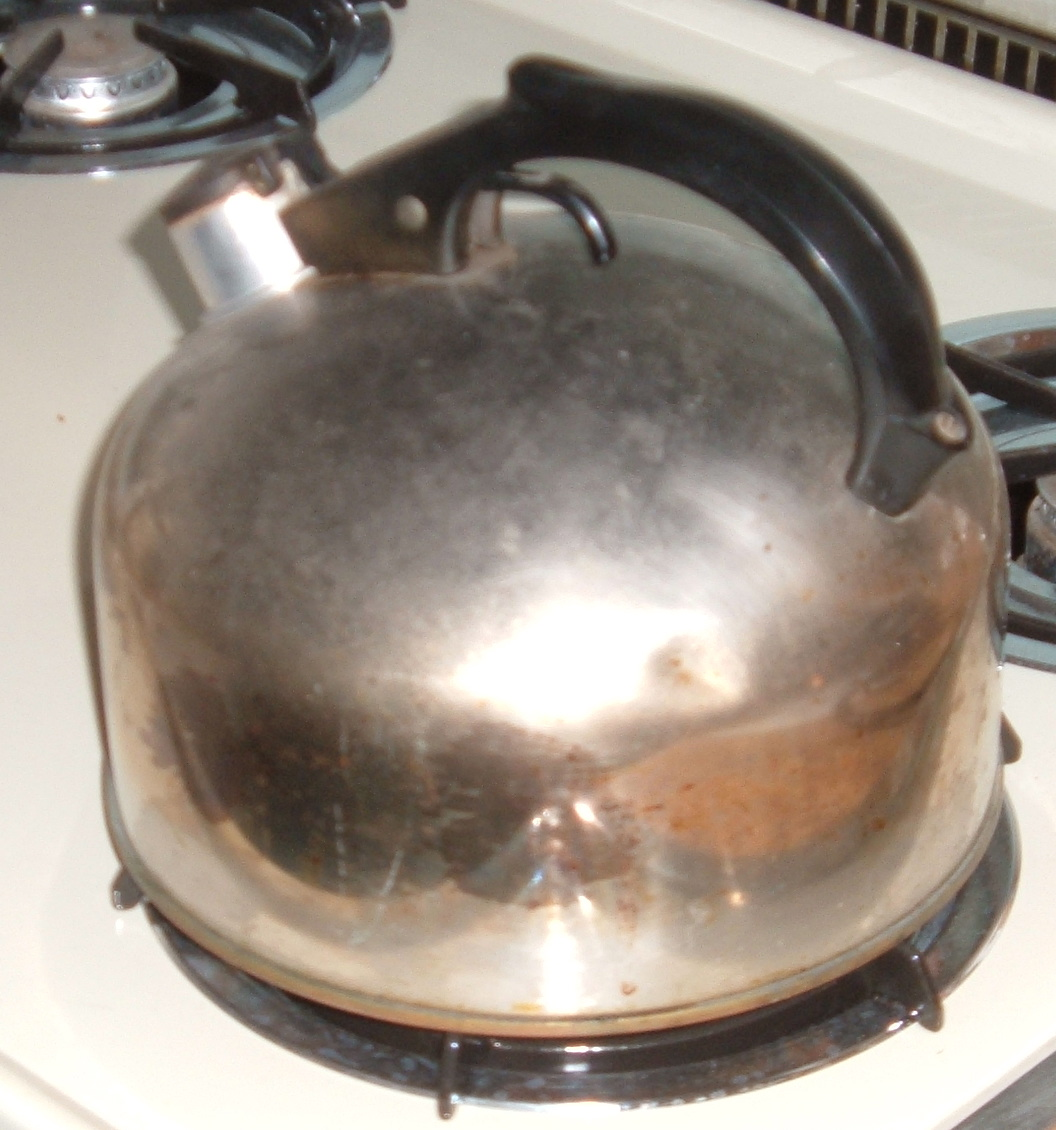
bullidor sense orifici superior. L'aigua s'introdueix pel bec i el bullidor xiula quan l'aigua bull.

Un bullidor, o bullidora és un recipient semblant a una tetera utilitzat a la cuina per escalfar l'aigua. A diferència de les teteres, que generalment només reben aigua preescalfada, les calderes poden ser usades tant per escalfar aigua directament com per servir-la. Solen ser metàl·liques, usualment d'acer inoxidable o alumini; esmaltades o enlozadas. Tenen una nansa superior lliscant amb fusta o resina plàstica incrustada per poder manejar.
En la indústria surera, el bullidor és l'home que fa bullir les pannes de suro dins la perola, un ofici d'especialista.

## Característica
Tradicionalment, un bullidor té una obertura superior amb tapa per on l'introdueix l'aigua, i un broc fi i corbat. Hi ha també la varietat sense orifici superior en què l'aigua és introduïda per un broc ample, curt i recte, que té una tapa amb un petit orifici per on surt el vapor en produir-se el bull, la sortida del vapor produeix una xiulada que avisa que l'aigua ja ha bullit. La nansa d'aquest tipus de calderes sol ser fixa. També hi ha bullidores elèctriques.